# Зовнішня політика Угорщини

## Зовнішньополітична обстановка в Дунайському регіоні на початку 30-х рр
На початку 30-х років зовнішня політика Угорщини базувалася на ревізії втрачених територій, які відійшли від неї за Тріанонським мирним договором (1920 р.). Основну загрозу ревізіоністським амбіціям Угорщини становили Чехословаччина, Румунія та Югославія, які уклали між собою у середині 1921 року оборонний союз під назвою Мала Антанта.У міжвоєнний період у Центрально-Східній Європі діяла версальська система договорів. Метою держав, які об'єдналися в Малу Антанту, був захист здобутків, закріплених Версальським мирним договором 1919 р. Крім цього, кожна з цих країн прагнула шляхом укладання договорів про взаємодопомогу заручитися підтримкою проти переважаючих їх сил: Чехословаччина проти Німеччини, Югославія проти Італії, а Румунія проти Радянського Союзу. Знаючи про це, Німеччина застосовувала різноманітні засоби для того, щоб впливати на зовнішню політику цих країн. Згідно зовнішньої доктрини Німеччини країни Малої Антанти ставали зоною її впливу, оскільки межували з Радянським Союзом, утворюючи так званий санітарний кордон навколо нього і одночасно були прикриттям від західних країн, зокрема Великої Британії. Угорські політики усвідомлювали безперспективність своїх планів, так як вважали Угорщину слабкою в економічному та у військовому відношенні. З часом в угорських правлячих колах почали виношувати плани поступового нарощування військової могутності для здійснення агресії.

Треба зауважити, що в кінці 20-х років регент Угорщини Міклош Горті зазначав, що 
|  | “[…] доля малих держав в майбутній війні буде залежати не від армій, а від того, на чийому боці вони будуть воювати” |

. Тому наприкінці 20-х і початку 30-х років регент у вузькому колі при обговоренні планів військового втручання в сусідні країни приділяв значну увагу вибору союзників у майбутній війні. Після приходу до влади в Німеччині Гітлера у 1933 р. правлячі кола Угорщини прийняли пропозиції німецької сторони зосередити свої сили проти Малої Антанти, до країн якої в угорців були найбільші територіальні претензії. Таким чином, Угорщина намагалася визначитися у своїй зовнішній політиці, на кого опиратися в майбутній перспективі — на західні країни Велику Британію, Францію, з одного боку, чи на Німеччину та Італію, з іншого боку. Політику Угорщини того часу можна виразити словами угорського прем'єр-міністра Дюли Гомбоша (1932—1936 рр.), який говорив, що «[…] найбільшою помилкою було те, що вчасно не оцінили значення свого географічного положення, не оцінили того, що Угорщина є „золотим ключем“ на Схід». Далі Гомбош підкреслював, 
|  | “[…] коли в Італії я гарантовано бачу одного сильного друга, а з боку Німеччини бачу дружню руку, направлену в мій бік, у чесності якої не сумніваюся за жодних обставин, тоді кажу, що йду тим шляхом, який служить угорській реальній політиці.” |

.

## Зовнішня політика Угорщини у 1933—1934 рр
Треба зазначити, що раніше ці питання Угорщина обговорювала з Італією. У березні 1933 р. Беніто Муссоліні (1922—1945 рр.) попросив прем'єр-міністра Угорщини Гомбоша під час відвідин Риму викласти свої територіальні претензії на розгляд італійців, на що угорська сторона погодилася ознайомити їх зі своїми планами до кінця 1934 р. Ці плани визначали нові кордони Угорщини, які спиралися на етнографічні, економічні та політичні засади, які давали змогу очікувати на збільшення територій країни в майбутньому".

Друга поїздка до Риму угорської делегації відбулася 26-28 липня 1933 р. Головною метою поїздки було узгодження таких питань: ліквідація військових договорів, спрямованих проти Угорщини, а також підтримка її ревізіоністських планів. Б. Муссоліні погодився з угорськими вимогами і виразив бажання, що для подальшого розвитку угорсько-італійських відносин угорці перешкоджатимуть створенню Дунайської конфедерації, основна мета якої зменшення екомічного впливу Італії у країнах цього регіону. Міністр закордонних справ Каня Калман (1933—1938 рр.) зауважив:
|  | “Серед країн, з якими би ми хотіли підтримувати економічні відносини на першому місці стоїть Німеччина, ринок якої тепер після приходу Гітлера до влади можливо вдастся нам відвоювати. Ця країна необхідна нам і з політичних причин у зв’язку з дипломатичною боротьбою проти Чехословаччини.” |

 Його слова свідчили про те, що за допомогою нової Німеччини міжнародне положення Угорщини покращиться.

16 червня 1933 р. Гомбош відвідав Берлін з метою зондування італо-німецьких відносин, та визначити, в якому стані вони перебувають, і встановити міцні дружні стосунки з ними. Створення осі Берлін-Рим-Будапешт Гомбош вважав за історичну необхідність і пов'язував з цим усю подальшу перебудову Центральної Європи. Стало зрозуміло, що Угорщина намагатиметься прийняти ідеї більш могутніших держав-партнерів, хоча угорський уряд продовжував проводити стриману зовнішню політику. Після візиту до Берліна прем'єр Д. Гомбош заявляв, що Німеччина і Угорщина повинні діяти спільно в області зовнішньої і економічної політики. Він застерігав, що має місце значне послаблення торговельних відносин між країнами. На думку прем'єра, це могло негативно вплинути на німецько-угорські відносини. Він висловлював занепокоєння тим, що Німеччина не використовує сільське господарство Угорщини настільки, наскільки воно повинно бути використано 
|  | “[…] в силу спільності долі двох наших країн” |

.
Внаслідок реалізації додаткової торговельної угоди між Угорщиною та Німеччиною, яка була підписана між двома країнами у 1934 р., участь Німеччини у зовнішньоторгівельному обігу Угорщини значно зросла. За три роки об'єм експорту у Німеччину збільшився майже в три рази (з 43 млн.пенго у 1933 р. до 115 млн пенго у 1936 р.), а імпорт товарів збільшився майже в два рази (відповідно з 61 млн до 113 млн пенго), причому доля Німеччина у всьому експорті Угорщини у 1936 р. складала 22,8 % і 26 % — по імпорту. Таким чином, Угорщина вважала за можливе розширити торговельний оборот між обома країнами, тим самим створюючи необхідну основу для розвитку економічних і політичних зв'язків.
Під час переговорів було піднято питання ревізії кордонів із сусідніми з Угорщиною країнами. Угорська сторона наголошувала, що вона буде намагатися повернути раніше втрачені території і надіється на вагому підтримку німецької сторонни. Німеччина ж заявила у відповідь, що «з точки зору Угорщини доцільно було б менше говорити про перегляд кордонів, так як це ще більше наставляє і згуртовує проти нас Малу Антанту». Прем'єр-міністр Угорщини Гомбош відзначав, що згідно внутрішньополітичних міркувань він змушений проводити самостійну політику перегляду кордонів, але розуміє, що ця ідея в багатьох питаннях є нездійсненна, оскільки перешкодою для перегляду кордонів є Мала Антанта. Тому Угорщина прагнула викликати її розпад. Знаючи про дружні відносини між Югославією і Німеччиною, угорський прем'єр заявив, що Югославія є тою країною, у відношенні до якої Угорщина має найменші територіальні претензії. Треба нагадати, що після вбивства короля Югославії Олександра у Марселі 9 жовтня 1934 року, угорсько-югославські відносини різко загострилися Югославія звинувачувала Угорщину у підтримці хорватського підпілля. Німеччина вважала ці стосунки недостатньо дружніми і запропонувала Угорщині відмовитися від територіальних вимог до Югославії в розрахунку, що ревізію південних кордонів Угорщини можна буде зробити трохи пізніше.
Д. Гомбош у своїх зовнішньополітичних візіях також звертав увагу на Східний напрямок, зокрема, на Балкани. З цього приводу він заявляв, що «[…] варто звертати увагу на Балкани, тому що нам загрожує небезпека, якщо будемо орієнтуватися виключно на Захід, тоді залишимося залежними економічно і політично, як в часи Австрії». Угорський прем'єр проголосив цю ідею одним з ключових пунктів своєї зовнішньої політики.
Проте, головним напрямком угорської зовнішньої політики було підтримання братніх стосунків з Німеччиною. Прем'єр-міністр бажав продовжувати цю політику, оскільки усвідомлював, що міжнародне положення чітко вказує на те, що між двома державами є не тільки спільні інтереси, але в деяких випадках спільна доля. Це викликало з боку Гітлера розуміння, і він висловився за те, щоб у майбутньому Угорщина проводила узгоджену з Німеччиною міжнародну зовнішню політику. Він також заявив угорській стороні, щоб вона прикладала зусилля до перегляду кордонів з Чехословаччиною. Таким чином, поїздки в Рим та Берлін створили основу для розвитку угорської зовнішньої політики. У цей період Німеччина зосереджувалала свою увагу на аншлюсі Австрії і на прикордонні території Чехословаччини, заселенні судетськими німцями. Як заявляв угорський посол в Берліні Дьоме Стояї (1936—1944 рр.), Гітлер визнав, що угорські і німецькі цілі по відношенню до Чехословаччини збігаються, але здійснення їх постійно відтерміновується.

## Ревізіоністські плани Угорщини
Треба зазначити, що значна частина політичних кіл Угорщини розчарувалася у спроможності діючого уряду до радикальних заходів. Існувала й інша точка зору угорських політиків. Деякі правлячі кола Угорщини мали надію на Велику Британію, як гаранта їхньої безпеки.

Восени 1933 р. колишній прем'єр-міністр Угорщини Іштван Бетлен (1921—1931 рр.) відвідав Лондон. Результатом поїздки стала підтримка проугорськи налаштованих членів палати Общин і палати Лордів угорських вимог ревізії Тріанонського договору. У своїх виступах у Великій Британії Бетлен вказував на те, що мирний договір не приніс спокою людям і загрожує миру на цілому континенті. Він наголошував, що 
|  | “[…] національний принцип не означає відновлення незалежних держав, але формування національних автономій поза державою базується на економічних інтересах, географічних умовах, історичних традиціях і на суспільній думці народів” |

Бетлен розробив ревізіоністський план, який, на його думку, мав би стати основою миру в Дунайському регіоні. Він вважав, що на територіях, які за договором відійшли до інших держав, треба провести плебісцит, за результатами якого й приймати рішення. Треба зауважити, що ця ідея є суперечливою, тому що угорці становили більшість на цих територіях, і результат голосування був би однозначно на користь Угорщини.
Ідеї перегляду кордонів покладені в основу плану, який розробив угорський уряд. Він базувався на стратегічних, економічних та етнічних принципах. Перші територіальні вимоги виклав Д. Гомбош на зустрічі з лідером Італії Беніто Муссоліні в листопаді 1934 р., за якими Чехословаччина мала поступитися Південною Словаччиною та Закарпаттям, а Румунія повинна віддати північну Трансильванію, з якої планувалося переселити румунське населення. Що стосувалося південних кордонів, то уряд Гомбоша планував відібрати від Югославії Банат, тобто Воєводину, населену здебільшого угорцями. Загалом, Угорщина згідно ревізіоністських планів уряду Гомбоша мала отримати загальну площу 76 000 км.2 кількість населення повинна була збільшитися на 6,7 млн осіб, з яких 1,7 млн становили угорці. Але цим планам не судилося збутися. У жовтні 1936 р. помер прем'єр-міністр Дюла Гомбош, його змінив на цій посаді Кальман Дараньї (1936—1938 рр.), який продовжував ревізіоністську політику Угорщини. Він заявляв про неспроможність західних держав створити політичну систему в Дунайському регіоні, орієнтувався в зовнішній політиці на Німеччину, спрямовуючи всі свої намагання на збереження німцями проугорського курсу на виправлення невигідних для Угорщини статей Тріанонського договору.
Треба зазначити, що перед тим як підтримувати вісь Берлін-Рим, Угорщина вирішила з’ясувати у Великої Британії її відношення до угорських реваншистських планів. З цією метою М. Горті зустрівся у Будапешті з братом прем'єр-міністра Великої Британії Невіла Чемберлена Остіном, який заявив, що Англія підтримує угорські територіальні претензії до сусідніх держав.

## Зовнішня політика Угорщини 1935—1936 рр
У той час представники урядів Італії Беніто Муссоліні, Австрії канцлер Енгельберт Дольфус (1932—1934 рр.) та Угорщини прем'єр-міністр Дюла Гомбош підписали Римську угоду 17 березня 1934 р. про тісне співробітництво у сфері політики та економіки. Треба зазначити, що в цей період Італія намагалася обмежити вплив німецької зовнішньої політики на країни Дунайського басейну, роблячи спроби недопущення підписання німецько-австрійського митного союзу. З цією метою вона надала Австрії та Угорщині торговельні пільги, що викликало незадоволення німецької сторони.
Знаючи про те, що Німеччина проводить зовнішню проугорську політику, Угорщина на Римській конференції підкреслила, що вона бере до уваги дружні відносини з Німеччиною і ніколи не прагнутиме створювати союзи, які б завдали шкоди Німеччині. Тому угорська сторона намагалася включити в угоду пункт, згідно з яким Німеччина могла б приєднатися до даної угоди. У розмові між міністром закордонних справ Угорщини Кальманом Канею та італійським послом в Угорщині герцогом Дон Асканіо Колонна (1932—1936 рр.) 26 березня 1936 р. обговорювалося питання подальшого їхнього співробітництва з Німеччиною. Обоє зійшлися на думці, що результати Римської конференції будуть залежати від присутності Німеччини у пакті.
Угорська сторона запропонувала Риму повідомити Берлін про резервування місця для Німеччини в союзі, маючи міцні переконання в тому, що італійці повідомлять німецьку сторону про такий характер пакту. Але, як згодом виявилося, італійський уряд не мав намірів робити подібну заяву Берліна. Дізнавшись про це, угорська сторона намагалася тиснути на Італію, заявляючи, що важливо не викликати невдоволення зі сторони Берліна; і італійці мусять зробити хоч яку-небудь заяву про те, що римська угода не буде порушувати інтересів Німеччини.

Ще прем'єр-міністр Угорщини Дюла Гомбош заявляв про можливість встановлення тісної співпраці між Угорщиною, Німеччиною та Італією, вперше використавши термін «вісь» для цього об'єднання. Варто вказати, що в 20-х роках він казав, що 
|  | “[…] вісь європейської політики буде направлена в сторону Берліна через Рим” |

 Д. Гомбош зазначав, що завжди під час розмов з італійською стороною вказував на те, що Угорщина притримується пронімецької політики. Зокрема, угорський посол Д. Стояї у листі до міністра закордонних справ К. Калмана від 1 серпня 1936 р. наголошував на думці Гітлера щодо створення будь-яких союзів. Німеччина надавала великого значення італо-угорсько-німецьким відносинам, але для західних держав Гітлер не бажав про це надто наголошувати, щоб не налаштовувати їх проти себе. Він є прихильником добрих відносин і поки що бажав утримуватися від розмов щодо створення блоків, зокрема, не вважав доцільним окреслити угорсько-німецькі відносини в якусь конкретну форму.
Що стосувалося італо-німецьких відносин, які на той час перебували в ненайкращому стані, треба зазначити, що під впливом угорської політики вони почали трохи покращуватися. Не останню роль у цьому відіграв К. Каня, який переконав Б. Муссоліні утриматися від підтримки Австрії і всі зусилля спрямувати на дружбу з Німеччиною.
Подальшому зближенню Німеччини та Італії сприяли події в Іспанії, де в липні 1936 р. вибухнула громадянська війна проти уряду Народного фронту, який переміг на виборах в лютому 1936 р. Підняли заколот праві політичні сили, очолювані Франсіско Франко. Муссоліні та Гітлер виступили на боці Франко, надаючи йому допомогу зброєю і спорядженням та посилаючи військові підрозділи. Ці події пришвидшили зближення цих держав.
У жовтні 1936 року у Берліні пройшли переговори між Німеччиною та Італією, на яких було заявлено, що обидві сторони підтримують політику, спрямовану на забезпечення миру і єдиним фронтом виступають проти СРСР. З цього приводу угорський посол в Італії Віллані Фрідєш (1934—1940 рр.) у листі до К. Калмана писав, що вони вестимуть загальну боротьбу проти 
|  | “більшовицької пропаганди, яка представляє загрозу для європейської цивілізації, а також надалі мають намір вести перемовини з усіх питань, що стосуються укладання “пакту безпеки” |

 Також було домовлено, що країни Південно-Східної Європи входять у сферу інтересів Німеччини, а Середземне море — Італії. Ці переговори завершились підписанням 25 жовтня 1936 р. жовтневого протоколу, який став першим кроком у формуванні політичного блоку тоталітарно-мілітаристських держав.
Таким чином, ревізіоністська зовнішня політика угорського уряду знайшла підтримку не тільки у правлячих колах самої Угорщини, а й у західних країнах Європи: Італії, Німеччині, Великій Британії. Спираючись на перегляд статей Тріанонського договору, Угорщина цілеспрямовано проводила політику зближення з Німеччиною та Італією, які підтримували її в реалізації цих планів, одночасно намагалася загравати з Великою Британією, яка відкрито пішла на порушення умов мирного Версальського договору 1919 р. Це дало змогу Угорщині нарощувати свою військову міцність для подальшої агресії в Європі, зблизившись з Італією та Німеччиною для досягнення своєї реваншистської мети.